# Лайлс, Виола Александер
Виола Александер Лайлс (англ. Viola Alexander Lyles) — государственный и политический деятель Соединённых Штатов Америки. Член Демократической партии США, с декабря 2017 года является мэром Шарлотта.

## Биография
Родилась 28 сентября 1952 года в Колумбии, штат Южная Каролина. Её отец был владельцем собственной строительной компании, а мать работала учителем. Виола получила степень бакалавра гуманитарных наук в области политологии в Университете Куинс в Шарлотте и степень магистра государственного управления в Университете Северной Каролины в Чапел-Хилле. Свою карьеру в городе Шарлотте Виола Лайлс начала в качестве бюджетного аналитика и помощника городского управляющего. Начиная с 2004 года работала консультационным директором в Институте Ли, а затем во Flynn Heath Holt. В 2012 году участвовала в Демократическом национальном съезде США.
В 2013 году Виола Лайлс была избрана в Городской совет Шарлотта, а затем временно исполняла обязанности мэра города в 2015 году. В сентябре 2016 года полицейскими был убит местный житель-афроамериканец Кейт Ламонт Скотт и Виола Лайлс предложила собственные пункты плана по сокращению расового и классового разделения жителей города, часть которых была одобрена Городским советом.
В 2017 года Лайлс была избрана мэром Шарлотта. Она одолела действующего мэра города Дженнифер Робертс на внутрипартийных выборах Демократической партии в сентябре 2017 года, а в ноябре 2017 года на всеобщих выборах одержала победу над Кенни Смитом, членом Городского совета Шарлотта от Республиканской партии США. Виола Лайлс стала первой афро-американской женщиной мэром Шарлотта, а также первым бывшим управляющим города, занявшим эту должность.
Виола была замужем за Джоном Лайлсом, в настоящее время является вдовой. В браке родила четверых детей. Она живет в районе Саут-Парк в Шарлотте.